# Andrej Znoska
Andrej Znoska (Andrzej Znosko) (ur. 20 czerwca 1980 w Brzozówce) – białoruski duchowny rzymskokatolicki, biskup pomocniczy piński od 2024. 

## Życiorys

### Prezbiterat
Święcenia kapłańskie przyjął 28 maja 2005 i został inkardynowany do diecezji grodzieńskiej. Po święceniach został wikariuszem w parafii katedralnej. W latach 2007–2012 studiował prawo na Białoruskim Uniwersytecie Państwowym w Mińsku. W 2012 został proboszczem parafii Miłosierdzia Bożego w Lidzie oraz w 2014 sędzią trybunału diecezji grodzieńskiej. W latach 2007–2012 studiował prawo kanoniczne na Uniwersytecie Kardynała Stefana Wyszyńskiego w Warszawie. W 2018 objął funkcje wykładowcy prawa kanonicznego w grodzieńskim seminarium oraz konsultanta ds. prawnych Konferencji Episkopatu Białorusi.
19 lipca 2023 został zatrzymany przez milicję i oskarżony o ekstremizm. Zatrzymanie wpisywało się w działania reżimu Alaksandra Łukaszenki przeciwko Kościołowi katolickiemu i katolikom uznanych za agentów Zachodu, w reakcji na krytykę łamania praw człowieka przez białoruskie władze.

### Episkopat
19 lipca 2024 roku papież Franciszek mianował go biskupem pomocniczym diecezji pińskiej ze stolicą tytularną Scardona.
7 września 2024 otrzymał święcenia biskupie w Katedrze Wniebowzięcia Najświętszej Maryi Panny w Pińsku, których mu udzielił arcybiskup Ante Jozić. 